# 科夫雷罗斯
科夫雷罗斯，是西班牙卡斯蒂利亚-莱昂萨莫拉省的一个市镇。 总面积78平方公里，总人口697人（2001年），人口密度9人/平方公里。